# ألاتينج هيلي
ألاتينج هيلي (بالإنجليزية: 阿拉腾黑力؛ مواليد 14 ديسمبر 1991) هو مُقاتل فنون قتالية مختلطة صيني.

## وصلات خارجية
- ألاتينج هيلي على موقع يو إف سي (الإنجليزية)
- ألاتينج هيلي على موقع شيردوغ (الإنجليزية)
- ألاتينج هيلي على موقع Tapology.com (الإنجليزية)